# Nukitashi
Nukitashi (ぬきたし), tên đầy đủ là Nukige Mitai na Shima ni Sunderu Watashi wa Dō Surya Ii Desuka? (抜きゲーみたいな島に住んでる貧乳はどうすりゃいいですか? dịch: "Một cô gái ngực lép như tôi phải làm gì trên hòn đảo y như trong game khiêu dâm?"), là một visual novel người lớn do hãng Qruppo của Nhật Bản phát triển, phát hành cho hệ điều hành Windows vào ngày 27 tháng 7 năm 2018. Phiên bản tiếng Anh của trò chơi được phát hành bởi Shiravune vào tháng 6 năm 2023. Phần tiếp theo, Nukitashi 2, được phát hành vào tháng 7 năm 2019, với phiên bản tiếng Anh ra mắt vào tháng 2 năm 2024, cũng do Shiravune phát hành.
Tác phẩm đã được chuyển thể thành manga, do Mameojitan vẽ minh họa, được đăng dài kỳ trực tuyến trên trang web Manga Ōkoku của Beaglee từ tháng 12 năm 2020 đến tháng 12 năm 2023, và sau đó đăng trên tạp chí manga seinen Ultra Jump của Shūeisha từ tháng 11 năm 2021 đến tháng 2 năm 2024. Bộ manga được tổng hợp thành sáu tập tankōbon. Phiên bản anime chuyển thể do Passione sản xuất, có tiêu đề Nukitashi the Animation, được phát sóng vào tháng 7 năm 2025.

## Nội dung
Tại đảo Seiran, luật pháp quy định việc quan hệ tình dục trước hôn nhân là bắt buộc, khiến mọi người, đặc biệt là thanh thiếu niên, thường xuyên tham gia các buổi quan hệ tình dục tập thể. Junnosuke Tachibana cùng chị gái Asane là học sinh chuyển trường đến hòn đảo này. Junnosuke cảm thấy ghê tởm với luật lệ đó và từ chối tham gia, vì tin tưởng vào quan hệ hôn nhân trước khi quan hệ tình dục. Anh tập hợp một nhóm người có cùng quan điểm, đặt tên là No Love No Sex (NLNS), để phản đối luật, nhưng đồng thời phải tìm cách tránh né sự quyến rũ từ nhiều cô gái bị thu hút bởi anh, bao gồm cả chị gái ruột của mình.

## Nhân vật
Junnosuke Tachibana (橘 淳之介 Tachibana Junnosuke)
Lồng tiếng bởi: Kōhei Yanagi
Hinami Watarai (渡会 ヒナミ Watarai Hinami)
Lồng tiếng bởi: Minori Ozawa
Nanase Katagiri (片桐 奈々瀬 Katagiri Nanase)
Lồng tiếng bởi: Shizuka Ishigami
Misaki Hotori (畔 美岬 Hotori Misaki)
Lồng tiếng bởi: Rie Okamoto
Asane Tachibana (橘 麻沙音 Tachibana Asane)
Lồng tiếng bởi: Ako Koaki
Tōka Reizeiin (冷泉院桐香 Reizeiin Tōka)
Lồng tiếng bởi: Masumi Tazawa
Rei Tadasugawa (糺川 礼 Tadasugawa Rei)
Lồng tiếng bởi: Nanami Aiba
Ikuko Onabuta (女部田 郁子 Onabuta Ikuko)
Lồng tiếng bởi: Nana Inoue
Ran Hanamaru (花丸 蘭 Hanamaru Ran)
Lồng tiếng bởi: Haru Amachi
Kōki Senba (仙波 光姫 Senba Kōki)
Lồng tiếng bởi: Ayaka Igasaki
Mifuru Kururugi
Lồng tiếng bởi: Juri Nagatsuma
Ran Hanamaru
Lồng tiếng bởi: Rucia Hama
Rin Hanamaru
Lồng tiếng bởi: Rucia Hama
Shine Miyachiyo
Lồng tiếng bởi: Wakana Maruoka
Towako Morimatsu
Lồng tiếng bởi: Shima Nagae
San Mozume
Lồng tiếng bởi: Yurika Hirayama
Inami Naga
Lồng tiếng bởi: Ichina Ayusawa
Shū Nakamura
Lồng tiếng bởi: Kazuma Shinoda
Natsumi Ōtabe
Lồng tiếng bởi: Neneko Chashiro
Kōki Senba
Lồng tiếng bởi: Mei Isaki
Otome Tanahashi
Lồng tiếng bởi: Marie Miyake
Fuku Umenoki (梅ノ木 フク Umenoki Fuku)
Lồng tiếng bởi: Mari Takahashi
Hamedori-kun (ハメドリくん)
Lồng tiếng bởi: Yasuhiro Kusudo

## Truyền thông

### Manga
| # | Ngày phát hành            | ISBN              |
| - | ------------------------- | ----------------- |
| 1 | Ngày 19 tháng 1 năm 2022  | 978-4-08-892208-9 |
| 2 | Ngày 19 tháng 7 năm 2022  | 978-4-08-892381-9 |
| 3 | Ngày 19 tháng 12 năm 2022 | 978-4-08-892548-6 |
| 4 | Ngày 19 tháng 5 năm 2023  | 978-4-08-892736-7 |
| 5 | Ngày 17 tháng 11 năm 2023 | 978-4-08-892866-1 |
| 6 | Ngày 18 tháng 4 năm 2024  | 978-4-08-893212-5 |

### Anime
Phiên bản chuyển thể anime có tiêu đề Nukitashi the Animation đã được công bố trong sự kiện dành cho visual novel vào ngày 28 tháng 1 năm 2024. Sau đó, tác phẩm được xác nhận là loạt phim truyền hình do Passione sản xuất, Nobuyoshi Nagayama đạo diễn, Kenta Ihara đảm nhiệm và giám sát phần kịch bản, cùng Kumata thiết kế nhân vật. Ebi Curry Earl, Sasa Ikeki, Umigame và Kashiko sáng tác nhạc. Bộ phim khởi chiếu vào ngày 19 tháng 7 năm 2025 trên AT-X và một số kênh khác, dự kiến phát sóng trong 11 tập, với các tập OVA bổ sung được phát hành kèm các tập Blu-ray tổng hợp của loạt phim. Bài hát chủ đề ở phần mở đầu là "Utopia or Dystopia" do Yuki Yumeno trình bày, còn bài hát kết thúc là "Saikai-kei Joshi wa Dōsurya Iidesu ka?" ("Tôi nên làm gì về một cuộc hội ngộ của các cô gái?") do Rie Ayase trình bày. WWWave Corporation đã mua bản quyền phát trực tuyến bộ phim trên nền tảng OceanVeil.

#### Danh sách tập phim
| TT. | Tiêu đề                                                                         | Đạo diễn        | Biên kịch   | Kịch bản phân cảnh | Ngày phát hành gốc  |
| --- | ------------------------------------------------------------------------------- | --------------- | ----------- | ------------------ | ------------------- |
| 1   | "Lewd Ordinance" Chuyển ngữ: "Dosukebe Jōrei" (tiếng Nhật: ドスケベ条例)        | Daiki Takemoto  | Kenta Ihara | Nobuyoshi Nagayama | 19 tháng 7 năm 2025 |
| 2   | "Savior" Chuyển ngữ: "Kyūseishu" (tiếng Nhật: 救性主)                           | Sumio Hiratsuka | Kenta Ihara | Ikuo Morimoto      | 26 tháng 7 năm 2025 |
| 3   | "Pop-up Shower" Chuyển ngữ: "Poppuappushawā" (tiếng Nhật: ポップアップシャワー) | TBA             | TBA         | TBA                | 2 tháng 8 năm 2025  |